# Bjerringbro Station
Bjerringbro Station er en dansk jernbanestation i stationsbyen Bjerringbro i Midtjylland.
Stationen ligger på jernbanestrækningen Langå–Struer og åbnede i 1863, da etapen fra Langå til Viborg af Langå-Struer-banen blev indviet.